# جسیکا هاردی
جسیکا هاردی (به انگلیسی: Jessica Hardy) (زادهٔ ۱۲ مارس ۱۹۸۷) شناگر اهل ایالات متحده آمریکا است.